# Julian Erhart

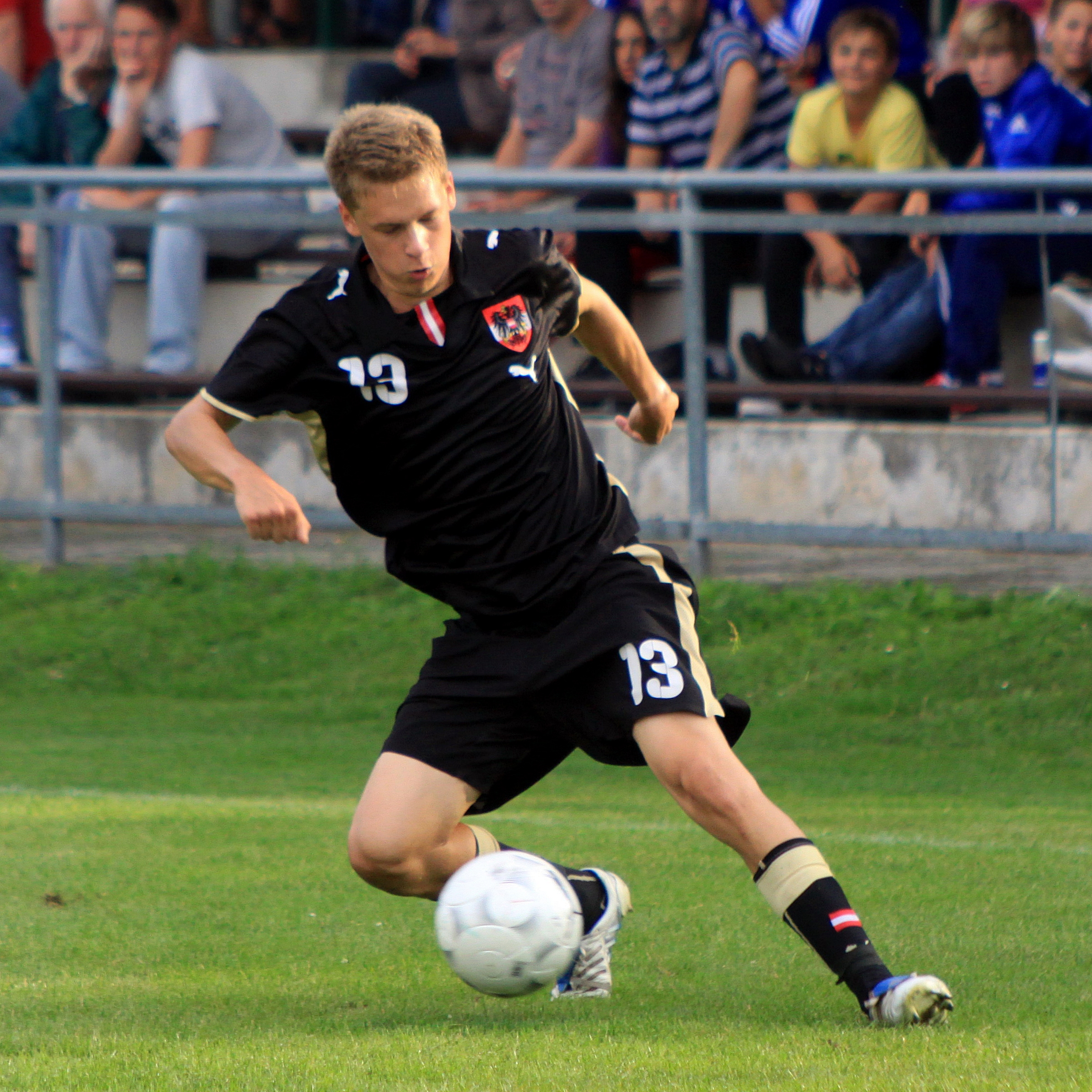
Julian Erhart bei seinem Debüt für die österreichische U-19-Nationalmannschaft (2010)

Julian Erhart (* 4. Mai 1992 in Mäder) ist ein österreichischer Fußballspieler.

## Karriere
Der 182 Zentimeter große Stürmer begann im Alter von acht Jahren beim Vorarlberger Landesligaverein FC Mäder Fußball zu spielen. Aufgrund seines Talents wurde er 2006 in die Fußballakademie Vorarlberg aufgenommen, wo er neben der schulischen Ausbildung in der Handelsakademie Bregenz eine intensive fußballerische Ausbildung erhielt. 
Des Weiteren kam er ab 2008 sporadisch für das Landesligateam des FC Mäder zum Einsatz und brachte es dort in den Jahren 2008 bis 2009 auf acht Meisterschaftseinsätze, in denen er einen Treffer erzielte. Nachdem er bereits am 22. März 2008 beim 1:1-Heimremis gegen den FC Sulzberg zum ersten Mal im Kader der ersten Kampfmannschaft stand, gab er am 16. April 2008 sein Pflichtspieldebüt in der Vorarlbergliga, als er bei der 0:1-Auswärtsniederlage gegen den FC Schwarzach in der 81. Spielminute für seinen Teamkollegen Markus Moder eingewechselt wurde.
Am 10. Mai 2008 stand Erhart zum ersten Mal von Beginn an auf dem Spielfeld und war bei diesem 1:1-Auswärtsremis gegen den FC Rätia Bludenz gleich über die volle Spieldauer im Einsatz. Nachdem er in dieser Saison in sieben Meisterschaftsspielen im Kader gestanden und dabei in sechs Partien zum Einsatz gekommen war, erreichte Erhart mit der Mannschaft in der Endtabelle den zehnten Platz. Die restliche Zeit war Erhart vorwiegend im Nachwuchs aktiv, wo er in 20 absolvierten Meisterschaftsspielen gleich 43 Tore erzielte. In der Saison 2008/09 kam der engagierte junge Stürmer nur mehr sehr selten zum Einsatz. Bei lediglich zwei Einsätzen erzielte er am 17. Mai 2009 sein erstes Tor für den FC Mäder in der Vorarlbergliga und das ausgerechnet im Spiel gegen seinen späteren Arbeitgeber.
Am 14. Juli 2009 wechselte Erhart zum SCR Altach in die Erste Liga (zweite Leistungsstufe), wo er nach seinem 18. Geburtstag seinen ersten Vertrag als Fußballprofi unterschrieb. Bereits in der ersten Runde gab er am 13. Juli 2010 beim 4:0-Heimsieg gegen den TSV Hartberg sein Profi-Debüt, als er in der 81. Spielminute für Patrick Scherrer eingewechselt wurde.
Dank seiner Leistungen wurde er für das am 28. April 2010 in Purbach durchgeführte U-18-Länderspiel gegen die Alterskollegen aus Polen in die Nationalmannschaft einberufen. Nachdem er dort den Anforderungen entsprach, wurde er in den Kader der österreichischen Unter-19-Nationalmannschaft übernommen.
In der Saison 2014/15 spielte er beim Regionalligisten FC Höchst, ehe er nach Beendigung dieser Saison für ein halbes Jahr pausierte und sich in weiterer Folge in der Winterpause 2015/16 dem Viertligisten dem Dornbirner SV anschloss. Wie bereits während seiner Zeit in der zweiten Mannschaft des SCR Altach tritt er seitdem auch beim DSV äußerst torgefährlich in Erscheinung. Mit 27 Toren, die er in 29 von 30 möglich gewesenen Partien in der Spielzeit 2016/17 erzielt hatte, wurde er am Ende sogar Torschützenkönig der Vorarlbergliga. Bis dato (Stand: 16. April 2021) hat er es für den DSV auf 124 Meisterschaftseinsätze und 78 Tore gebracht.